# 小布龍巴赫湖

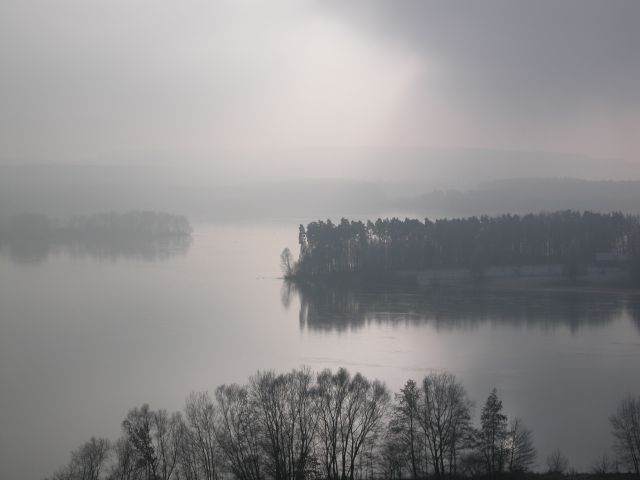

49°08′04″N 10°52′38″E / 49.134553°N 10.877151°E
小布龍巴赫湖（德語：Kleiner Brombachsee），是德國的湖泊，位於該國東南部，由巴伐利亞州負責管轄，處於魏森堡-貢岑豪森縣，長2.5公里、寬1公里，面積2.5平方公里，海拔高度411米，水體容量1,296萬立方米。